# Michael Meadows (Rennfahrer)

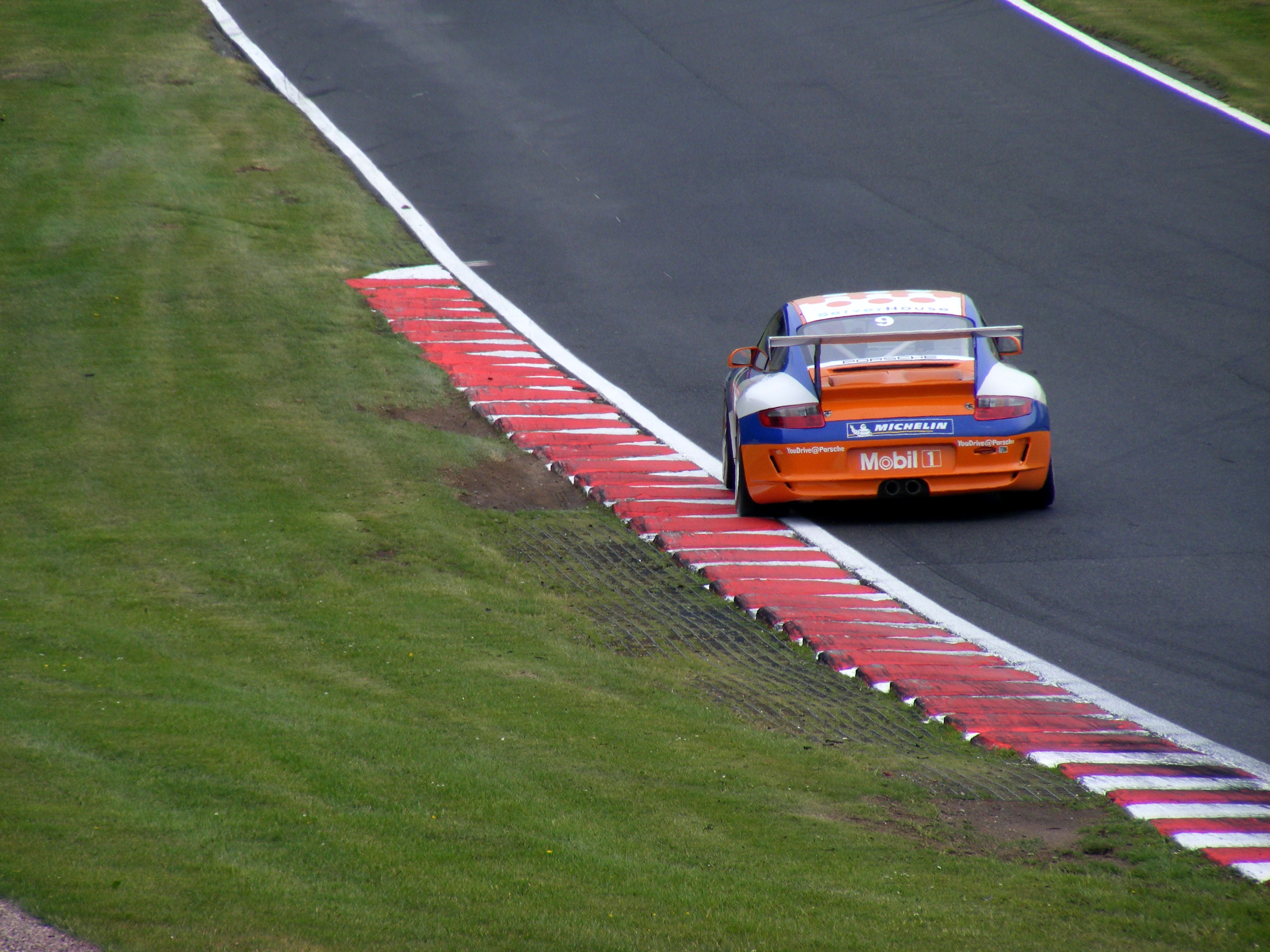
Michael Meadows 2010 im Oulton Park

Michael Ronald Meadows (* 11. September 1987 in Oxford, England) ist ein ehemaliger britischer Automobilrennfahrer. Er ist zweifacher Meister des britischen Porsche Carrera Cups. 2018 gewann er mit Raffaele Marciello den Blancpain GT Sprint Series-Titel.

## Karriere
Meadows begann seine Karriere 2005 in der Formel-BMW Großbritannien. 2012 und 2013 wurde er Meister des britischen Porsche Carrera Cups. In den folgenden zwei Jahren wurde er jeweils Vizemeister. 2015 wechselte er in die Blancpain GT Series und gewann dort 2018 mit Raffaele Marciello den Sprint Cup Titel.
Er nahm auch am Porsche Supercup, der International Formula Masters und der British GT teil.

## Statistik

### Einzelergebnisse in der Blancpain GT Sprint Series
| Year | Team                       | Car              | Class  | 1          | 2         | 3         | 4          | 5         | 6         | 7         | 8         | 9         | 10        | Pos. | Points |
| ---- | -------------------------- | ---------------- | ------ | ---------- | --------- | --------- | ---------- | --------- | --------- | --------- | --------- | --------- | --------- | ---- | ------ |
| 2016 | Belgian Audi Club Team WRT | Audi R8 LMS      | Silver | MIS QR Ret | MIS CR 18 | BRH QR 15 | BRH CR Ret | NÜR QR 28 | NÜR CR 18 | HUN QR 12 | HUN CR 11 | CAT QR 14 | CAT CR 20 | 3rd  | 96     |
| 2017 | AKKA ASP                   | Mercedes-AMG GT3 | Pro    | MIS QR 3   | MIS CR 16 | BRH QR 8  | BRH CR 7   | ZOL QR 2  | ZOL CR 23 | HUN QR 9  | HUN CR 12 | NÜR QR 13 | NÜR CR 14 | 16th | 16     |
| 2018 | AKKA ASP Team              | Mercedes-AMG GT3 | Pro    | ZOL 1 8    | ZOL 2     | BRH 1 3   | BRH 2 4    | MIS 1 2   | MIS 2 10  | HUN 1 2   | HUN 2 1   | NÜR 1 4   | NÜR 2 1   | 1st  | 98     |